# Repty (stacja kolejowa)

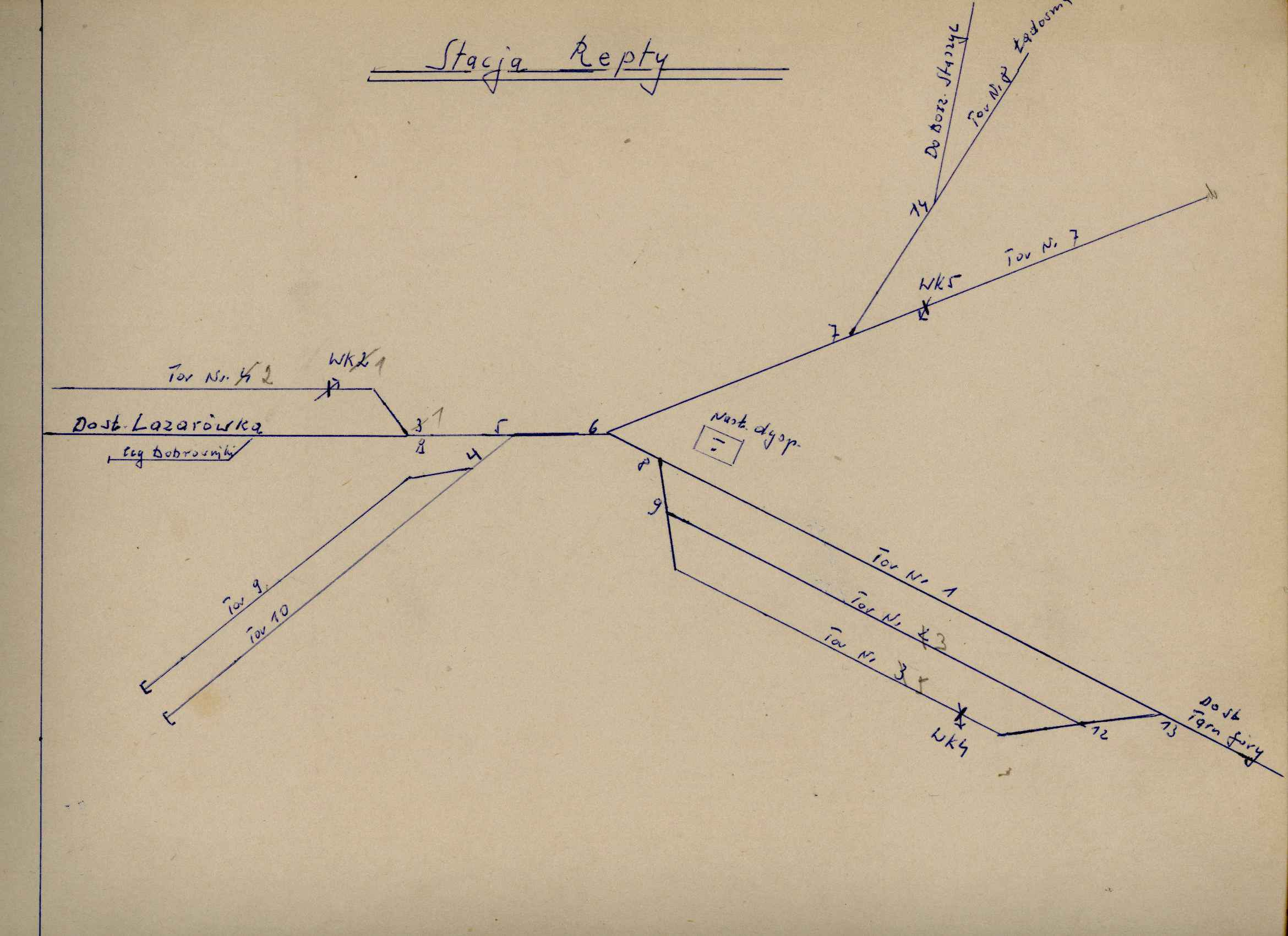
Schemat stacji Repty

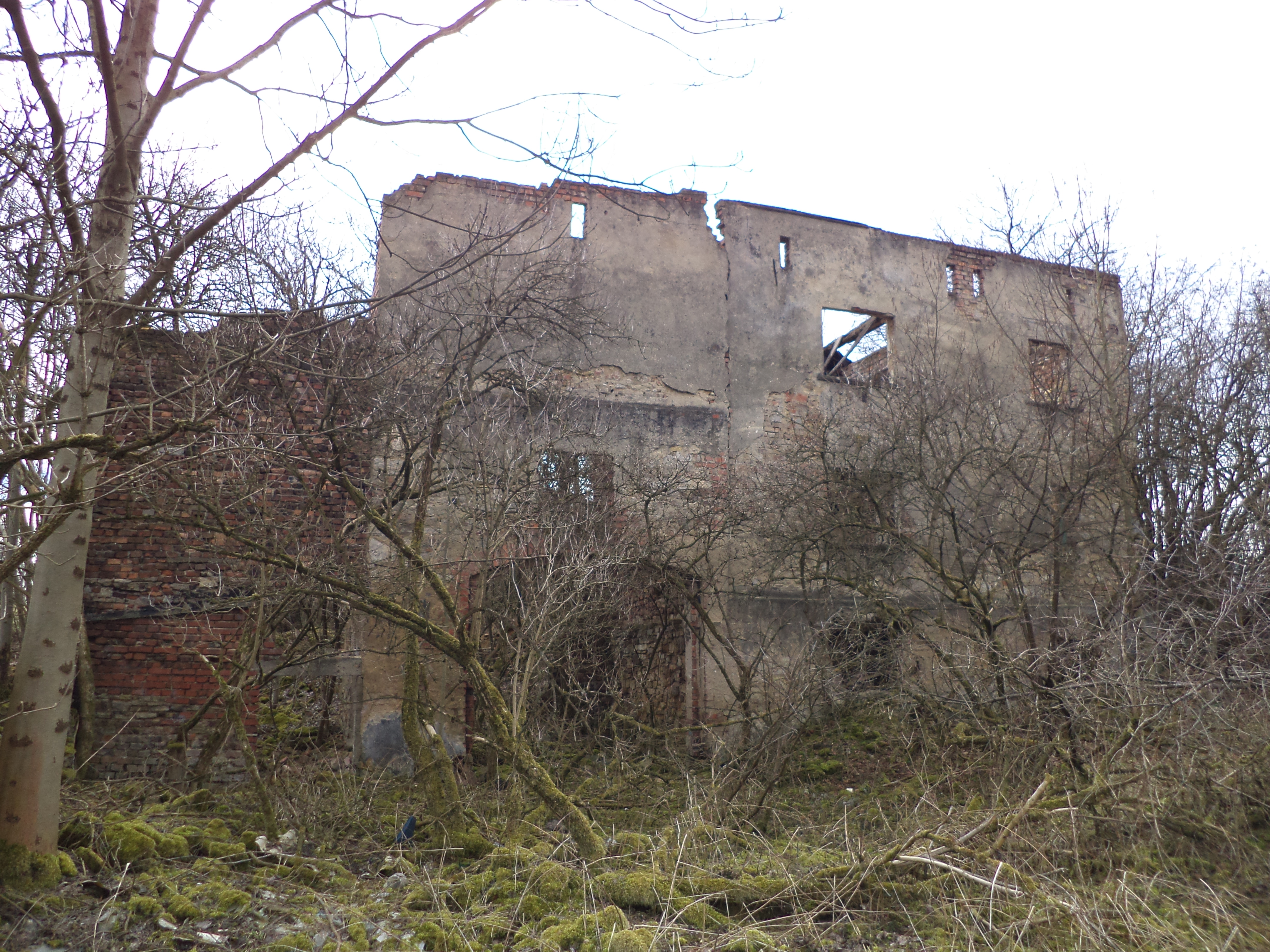
Ruiny dawnej lokomotywowni na stacji Repty

Repty – dawna stacja kolejowa Górnośląskich Kolei Wąskotorowych (GKW) zlokalizowana w Tarnowskich Górach, na terenie dzielnicy Bobrowniki Śląskie-Piekary Rudne, w pobliżu Parku Kunszt.
Bocznice odchodzące od stacji Repty prowadziły m.in. do Stacji Wodociągowej „Staszic” w Nowych Reptach oraz do kopalni rud „Sawina” w Tarnowskich Górach.
W okresie międzywojennym stacja nosiła nazwę Jaśkowice, względnie Repty (Jaśkowice Śl.).
Do 1959 przy stacji Repty zlokalizowana była jedna z siedmiu lokomotywowni GKW.